# Irene Pepperberg
Irene Maxine Pepperberg (* 1. dubna 1949 Brooklyn, New York) je americká vědkyně známá především díky mnohaleté výzkumné práci v oblasti mezidruhové komunikace a srovnávací kognitivní psychologie. V rámci svého výzkumu zkoumala kognitivní schopnosti papouška šedého Alexe a několika dalších papoušků šedých. Její práce znamenala revoluci v nazírání na zvířata.

## Dětství
Neměla lehké dětství. Její otec, válečný veterán, měl dvě zaměstnání a doma se objevoval jen velmi zřídka. Ve svém volném čase rád modeloval a maloval. Byl neustále pronásledován psychickými traumaty z války. Matka, původně ambiciózní knihovnice byla velmi chladná a se svou dcerou takřka nekomunikovala. Vinila ji ze svého předčasného ukončení kariéry, které se v těhotenství musela vzdát a dávala jí citelně najevo, že se z ní její vinou stala matka v domácnosti. Byla jedináček a vyrůstala v prostředí bez dětí, se kterými by se mohla přátelit. Většinu času trávila sama v bytě rodičů a jako dítě byla sociálně zanedbaná. Matka se její výchově nevěnovala a otec na ni neměl čas. S Irene tak celé dny nikdo nepromluvil a neměla žádné hračky. Ve svých čtyřech letech dostala od otce svou první andulku, která pro ni byla vysvobozením z trýznivé samoty a jediným přítelem. Touto cestou objevila svou vášeň pro ptáky.

## Studium
Ve škole dosahovala excelentních výsledků již jako dítě. Byla výborná ve francouzštině, dějepisu a chemii, částečně díky své fotografické paměti. Na střední škole si při seznámení s periodickou tabulkou prvků zamilovala chemii, její řád a logiku. Objevila skryté vztahy mezi prvky, jejich reakcemi a umístěním v periodické soustavě. Patřila mezi nejlepší žáky na škole a v posledním ročníku navštěvovala přípravný kurz pro zájemce o studium vysokoškolské chemie. Po ukončení středoškolského studia se přihlásila na chemii na Harvardu a MIT (Massachusetts Institute of Technology). Na Harvard nebyla přijata především proto, že je žena. Během svého studia chemie na MIT a následného postgraduálního studia na Harvardu bojovala s předsudky a diskriminací ženského pohlaví, jelikož chemie byla v této době téměř výhradně mužským oborem. Na univerzitě se seznámila se svým budoucím manželem Davidem Pepperbergem. Po zasnoubení čelila opět předsudkům svých kolegů, kteří předpokládali, že své studium ukončí, jelikož „je přece zasnoubená“ a musela snášet neustálé narážky typu „kdy nás opustíte“. Na Harvardovu univerzitu byla po ukončení studia na MIT přijata především díky nedostatku mužských zájemců, kteří museli nastoupit do vojenské služby.
V roce 1969 získala titul Bachelor of Science (S.B.) v oboru chemie na MIT. Roku 1976 získala doktorský titul PhDr. v oboru teoretické chemie na Harvardově univerzitě. Pracovala v IBM jako programátorka a kvůli diskriminaci ženského pohlaví nenašla uplatnění ve svém oboru. Brzy jí bylo jasné, že chemie není oborem, kterým by se nadále chtěla zabývat.

## Práce a výzkum

### Počátky
Již v mládí rozvíjela svou lásku k ptákům a zájem o biologii. Její doba však nepovažovala výzkum chování zvířat za skutečnou vědeckou práci. Ke svému novému oboru se dostala náhodou zhlédnutím několika dokumentů, které představovaly nové výzkumy s delfíny a šimpanzi. Na jejich základě se spontánně rozhodla přesvědčit lidstvo o inteligenci ptáků a jejich kognitivních schopnostech. Touto dobou byl mezi psychology a většinou biologů rozšířen behaviorismus, který považoval zvíře za stroj, postrádající veškerou osobnost a vůli, reagující pouze na vnější podněty na základě pudu. Irene byla znechucená dobovým výzkumem na zvířatech, během kterých byla zkoumaná zvířata pro účely výzkumu jejich kognitivních a komunikačních schopností uzavřena v klecích a boxech bez jakéhokoliv sociálního kontaktu. Zvířata byla nucena hladovět a po obrovských ztrátách na hmotnosti si musela vydobýt jídlo mačkáním páček a podobných mechanismů. Na základě těchto experimentů byla upevňovaná behavioristická představa o zvířeti. Irene chtěla dokázat, že dosavadní výzkum nenarážel na nedostatečnou inteligenci zvířat, ale selhával kvůli použité metodě. Ve své práci se zaměřila na základy jazyka a komunikace. Mimo jiné zkoumá rozdíly fungování mozku mezi savci a ptáky. Svépomocí založila výzkum, ve kterém se rozhodla soustředit na kognitivní a komunikační schopnosti papouška šedého. Počáteční reakce okolí byly velmi negativní a jen těžko hledala sponzora pro svůj výzkum. Sama si pronajala laboratoř, platila asistenty a v nedalekém obchodu se zvířaty si opatřila předmět svého vědeckého bádání – Alexe.

### Studie Alex
Její studie s Alexem, papouškem šedým (známým také jako papoušek žako), byla významným mezníkem v oblasti výzkumu mezidruhové komunikace a kognitivních schopností papoušků. Trvala 30 let a výsledky byly pro širokou veřejnost velice překvapující. Základní otázka, na které byl výzkum založen, zní: Je papoušek skutečně schopen vědomě komunikovat, nebo si pouze přivyká na vnější podněty, na něž reaguje chováním, které bude odměněno? Alexovy výsledky vedly k novému zhodnocení kognitivních schopností ptáků, jejichž mozek byl do této doby považován za příliš malý na to, aby byl schopen komplexní kognitivní aktivity a cílené komunikace s člověkem. Irene srovnala Alexovy schopnosti rozeznat význam slov a tato slova použít s dítětem ve věku dvou až tří let. Zkoumala Alexovu schopnost pojmenovat nabízené předměty a zařadit je do patřičné kategorie na základě vnějších vlastností těchto předmětů (tvar, barva, materiál). Alex byl rovněž schopen spočítat počet předmětů do šesti a pracoval na sedmi a osmi. Dále uměl rozpoznat a pojmenovat rozdíly mezi dvěma objekty (větší, menší, rozdíl v barvě, tvaru a materiálu). Alexova slovní zásoba čítala na konci výzkumu 200 – 300 slov. Studie byly ukončeny předčasnou smrtí papouška ve věku 31 let (2007), kdy byl jednoho rána nalezen mrtvý. Studie Irene Pepperberg posunuly dosavadní poznatky v oboru mezidruhové komunikace značně kupředu. Četní kritici se však stále domnívají, že papoušci nejsou ve skutečnosti schopni vědomé komunikace a pouze bezmyšlenkovitě „papouškují“. Svá tvrzení opírají o různé názory. Vědci angažovaní do výzkumu se zvířaty si podle nich vytvářejí ke zvířatům, která jsou objektem výzkumu, osobní vztahy a proto ztrácí potřebnou objektivitu a za výsledky vidí to, co sami vidět chtějí. Diskuze mezi zastánci a kritiky této teorie stále trvá. Alex nepopiratelně patří mezi nejslavnější papoušky, kteří kdy žili a ovlivnil lidský svět jako žádný jiný.

### Po Alexově smrti
Po Alexově smrti byl obnoven výzkum se dvěma dalšími papoušky, kteří zatím nedokázali překonat Alexovy úspěchy. Studiem mezidruhové komunikace se začaly zabývat také další výzkumné projekty, např. v České republice funguje od roku 2002 laboratoř mezidruhové komunikace při Fakultě humanitních studií Univerzity Karlovy v Praze.
Angažuje se také v ochraně volně žijících papoušků a přednáší na univerzitách. V květnu roku 2011 navštívila také Českou republiku. Česká veřejnost si tak mohla poslechnout její přednášku na Fakultě humanitních studií Univerzity Karlovy.

## Publikace
Své zkušenosti z výzkumu publikovala v knihách The Alex Studies. Cognitive and Communicative Abilities of Grey Parrots a Alex and me, které doposud nebyly přeloženy do českého jazyka. Je autorkou četných vědeckých článků.